# Colonia V
Colonia V (o Colonia Quinta) (The Colony en inglés) es una película de terror y ciencia ficción canadiense de 2013 dirigida por Jeff Renfroe.

## Argumento
La trama está ambientada en el año 2045. En su intento por combatir el calentamiento global, la humanidad diseña una máquina meteorológica con el objetivo de regular las temperaturas, pero cuando esta se avería y empieza a nevar ininterrumpidamente llega una nueva era glacial que obliga a los supervivientes a vivir en búnkeres denominados "colonias". En cada una deben enfrentarse con el control de enfermedades y desabastecimiento. 
Tras recibir una llamada de auxilio por parte de la quinta colonia, tres de los colonos: Briggs, Sam y Graydon (Laurence Fishburne, Kevin Zegers y Atticus Dean Mitchell) inician un arduo viaje hasta ese lugar. Al llegar descubren una desoladora escena, no hay nadie y hay sangre por todo el búnker. Cuando descubren un superviviente traumatizado por algún suceso que desconocen, este les explica que han encontrado un área verde en el que plantar semillas y les entrega un videomensaje con las coordenadas. Sin embargo descubren que no están solos como pensaban, un grupo de caníbales han atacado el búnker y los cuatro deben escapar y llevar el mensaje para tener una oportunidad de sobrevivir.

## Reparto
- Laurence Fishburne es Briggs.
- Kevin Zegers es Sam.
- Bill Paxton es Mason.
- Charlotte Sullivan es Kai.
- John Tench es Viktor.
- Atticus Dean Mitchell es Graydon.
- Dru Viergever es Líder (caníbal).
- Romano Orzari es Reynolds.
- Michael Mando es Cooper.
- Earl Pastko es Científico.
- Julian Richings es Leyland.

## Producción y recepción
El rodaje tuvo lugar en la Base de las Fuerzas Aéreas Canadienses en North Bay con antiguas localizaciones del NORAD y la estación eléctrica R. L. Hearn.
La acogida de la crítica fue dispar. Peter Howell del Toronto Star afirmó que «la película muestra cómo con un reducido presupuesto se puede producir una típica película hollywoodiense con un decente uso del CGI». Por su parte, Jay Stone de Postmedia fue más crítico y comentó que los personajes estaban «poco desarrollados». Liam Lacey de The Globe and Mail también se mostró negativo con respecto al «reciclado» de las películas futuristas aunque admitió que las escenas eran «escalofriantes».